# Gisinianus
Gisinianus  (лат.) — род коллембол из семейства Katiannidae (Symphypleona).

## Распространение и описание
Мелкие коллемболы округлой формы тела (длина около 1 мм). 
Ботрихиумы A, B и C развиты, а D расположен не на крупной папилле. Четвертый членик усика неразделённый. Четвертый членик усиков длиннее третьего. Голова без утолщенных или длинных щетинок. Голова и ротовой аппарат не удлиненные. Крупное брюшко без мелких шипиков и без боковых кутикулярных выступов. 6-й абдоминальный сегмент у самок с заостренной щетинкой a0. Тибиотарзус без пор. Род был назван в честь швейцарского энтомолога Х. Гисина (H. Gisin), крупного специалиста по коллемболам, в 1957 году описавшего типовой вид рода.
- Gisinianus flammeolus (Gisin, 1957) Szeptycki & Weiner in Razowski, 1990 — Европа
  - Sminthurinus flammeolus Gisin, 1957